# كرياسور

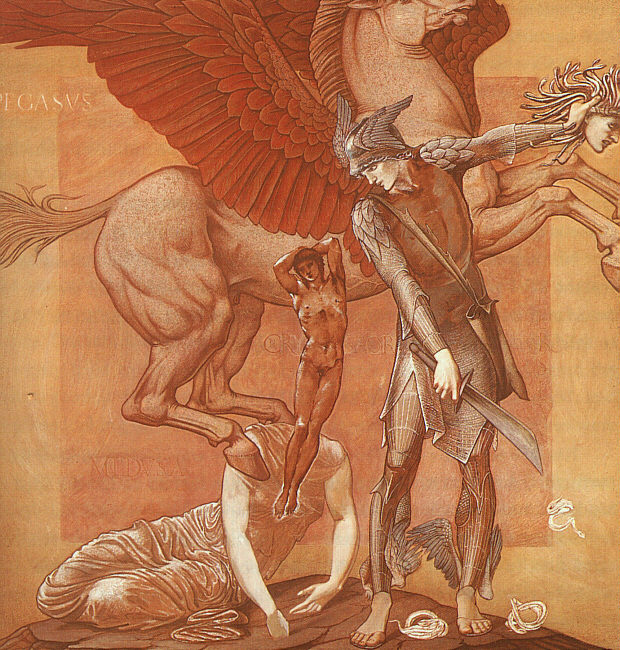
لوحة تصف لحظة مقتل ميدوسا ومولد كرياسور

كرياسور (بالإنجليزية: Chrysaor)‏ من شخصيات الميثولوجيا الإغريقية، وهو أخ بيجاسوس، وهو ابن ميدوسا الرأس الافعى. ويصور بخنزير مجنح ضخم، وأنه ظهر من جسد ميدوسا بعد أن قُطِع رأسها على عكس بيجاسوس الذي تكون من دمها.
يتميز بقوته وانه رغم مظهره فهو يقاتل بشراسة. لقد ولد بعد مقتل امه ميدوسا ولكن، الناس يختلفون في آراءهم حول ميلاده.